# UFC on Fox: Johnson vs. Bader
UFC on Fox: Johnson vs. Bader foi evento de artes marciais mistas promovido pelo Ultimate Fighting Championship, que ocorreu em 30 de janeiro de 2016 no Prudential Center em Newark, Nova Jersey.

## Background
A luta principal será entre os Meios Pesados Anthony Johnson e Ryan Bader.
Andrew Holbrook era esperado para enfrentar Sage Northcutt neste evento. Porém, uma lesão tirou-o do evento, sendo substituído por Bryan Barberena, no Peso Meio Médio.

## Bônus da Noite
Os lutadores receberam $50.000 de bônus
- Luta da Noite:  Jimmie Rivera vs.  Iuri Alcântara
- Performance da Noite:  Anthony Johnson e  Ben Rothwell